# 14-es főút
14-es főút (ungarisch für ‚Hauptstraße 14‘) ist eine ungarische Hauptstraße und zugleich ein Teil der Europastraße 575. Sie führt von der slowakisch-ungarischen Donaubrücke an der Grenze zur Slowakei nach Győr (deutsch: Raab), wo sie auf die 1-es főút trifft, die von Budapest in Richtung Wien führt.
Die Gesamtlänge der Straße beträgt 13,5 Kilometer.

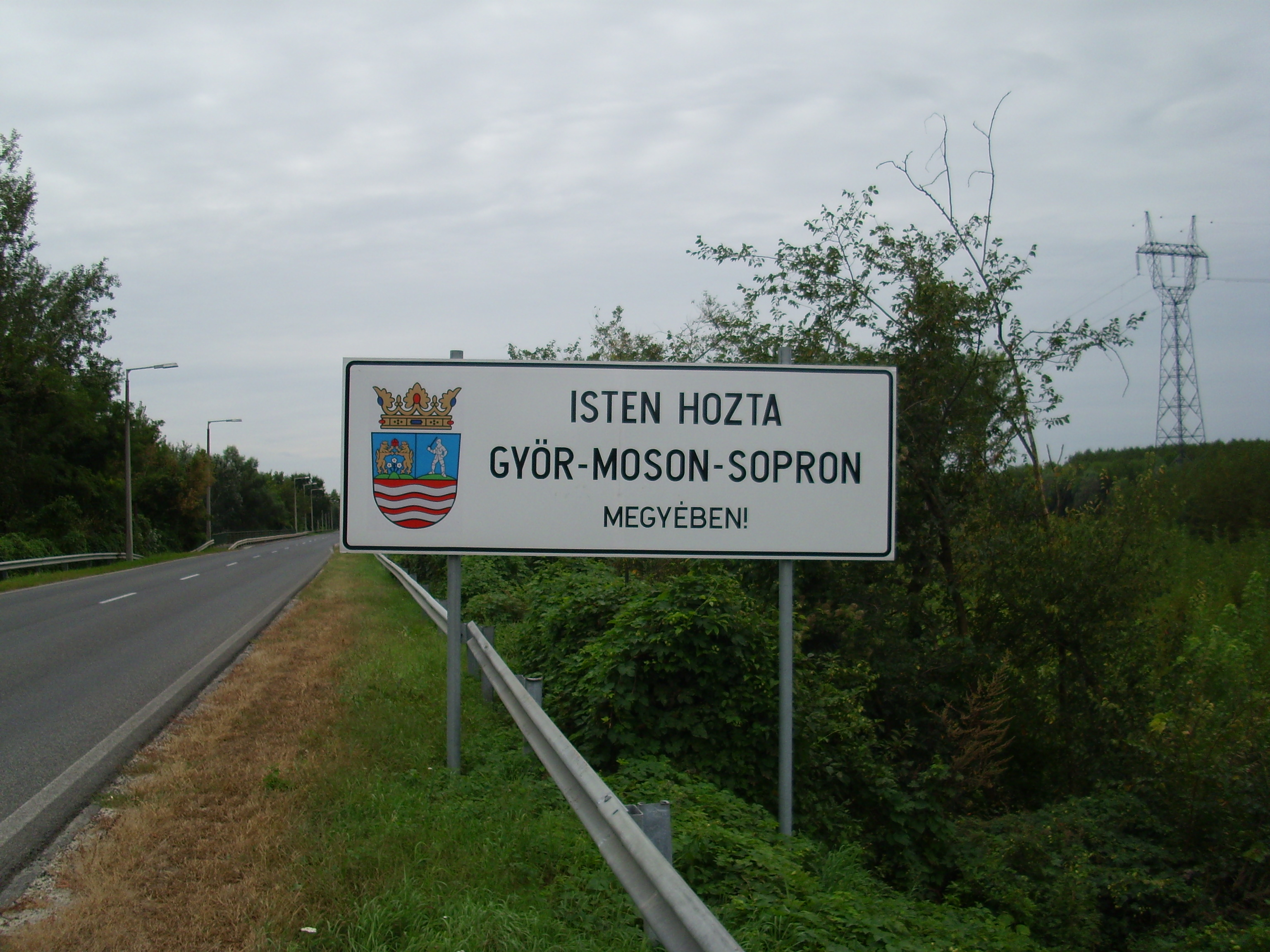
Beschilderung bei Vámosszabadi